# كارلوس ماريا دي بوستامينت
كارلوس ماريا دي بوستامينت هو مؤرخ وصحفي ومحامي وسياسي مكسيكي، ولد في 4 نوفمبر 1774 في أوخاكا في المكسيك، وتوفي في 21 سبتمبر 1848 في مدينة مكسيكو في المكسيك. انتخب عضو مجلس النواب المكسيك ‏.